# 根津嘉澄
根津 嘉澄（ねづ よしずみ、1951年10月26日 - ）は、東武鉄道の代表取締役会長である。

## 人物
東京都出身。祖父は初代根津嘉一郎、父は二代目根津嘉一郎である。東京大学法学部第2類（公法コース）卒業。
1974年、東武鉄道に入社し、1999年6月から代表取締役社長となった。
2014年、藍綬褒章受章。2019年台湾観光特別貢献賞受賞。
2023年6月に社長職を退き、代表取締役会長に就く。

## 役職
- 東武鉄道代表取締役会長
- 蔵王ロープウェイ取締役
- 松屋社外取締役
- 富国生命保険監査役